# Фишер, Ноэль
Ноэль Фишер (англ. Noel Fisher, род. 13 марта 1984) — канадский актёр, наиболее известный по ролям Микки Милковича в телесериале «Бесстыжие» и Кэла Мэллоя в телесериале «Богатые».

## Ранние годы
Фишер родился в Ванкувере, Британской Колумбии. В детстве занимался музыкой, с 8 лет играет на пианино.

## Карьера
Актёрская карьера Фишера началась в возрасте 14 лет, когда он сыграл в телевизионном фильме «История Шелдона Кеннеди» (1999). За эту роль он был впервые номинирован на премию «Джемини». Свою вторую номинацию на эту премию он получил за роль в фильме «Бистро „У Годивы“». В 2003 году он сыграл в фильме «Пункт назначения 2».
С 2007 по 2008 год Фишер снимался в телесериале «Богатые». В 2012 году он сыграл роль Эллисона Маунтса в мини-сериале «Хэтфилды и Маккои», получившем 16 номинаций на премию «Эмми». В том же году Фишер исполнил роль Владимира, 3000-летнего румынского вампира, в фильме «Сумерки. Сага: Рассвет — Часть 2».
В 2011—2021 годах играл роль Микки Милковича в телесериале «Бесстыжие». Ноэль так говорил о своём персонаже:

«Я не рассматривал своего героя как гея и вообще не понимаю, зачем необходимо делить людей по их ориентации, мне например, нравится играть такого персонажа как Микки».

## Личная жизнь
С 2005 года состоит в отношениях с актрисой афганского происхождения Лайлой Ализаде. В 2014 году пара обручилась. 15 июля 2017 года Фишер и Ализаде поженились.

## Фильмография

### Кино
| Год  | Название на русском                             | Оригинальное название                              | Роль                   | Примечания                    |
| ---- | ----------------------------------------------- | -------------------------------------------------- | ---------------------- | ----------------------------- |
| 2001 | День святого Валентина                          | Valentine                                          | член банды             |                               |
| 2001 | Пошёл ты, Фредди!                               | Freddy Got Fingered                                | прыщавый менеджер      |                               |
| 2001 | Возмездие Макса Кибла                           | Max Keeble’s Big Move                              | Трой Макгинти          |                               |
| 2003 | Мальчишник                                      | A Guy Thing                                        | прыщавый подросток     |                               |
| 2003 | Пункт назначения 2                              | Final Destination 2                                | Брайан Гиббонс         |                               |
| 2003 | Агент Коди Бэнкс                                | Agent Cody Banks                                   | Фенстер                |                               |
| 2006 | Мечты папы                                      | Pope Dreams                                        | Пит                    |                               |
| 2007 | После секса                                     | After Sex                                          | Джей                   |                               |
| 2008 | Рыжий                                           | Red                                                | Дэнни                  |                               |
| 2010 | Чёрная дыра                                     | Black Hole                                         | Дейви                  | короткометражный фильм        |
| 2011 | Инопланетное вторжение: Битва за Лос-Анджелес   | Battle: Los Angeles                                | Шон Ленихан            |                               |
| 2011 | —                                               | Thule                                              | Джим Паркер            | короткометражный фильм        |
| 2011 | —                                               | Commerce                                           | Пит                    | короткометражный фильм        |
| 2012 | Сумерки. Сага: Рассвет — Часть 2                | The Twilight Saga: Breaking Dawn — Part 2          | Владимир               |                               |
| 2014 | Черепашки-ниндзя                                | Teenage Mutant Ninja Turtles                       | Микеланджело           |                               |
| 2015 | Безграничный Бэтмен: Нашествие монстров         | Batman Unlimited: Monster Mayhem                   | Гого Шото              | мультфильм; озвучка           |
| 2016 | Черепашки-ниндзя 2                              | Teenage Mutant Ninja Turtles: Out of the Shadows   | Микеланджело           |                               |
| 2017 | В поисках йети                                  | Mission Kathmandu: The Adventures of Nelly & Simon | Саймон Пикард          | мультфильм; английский дубляж |
| 2018 | Снежные гонки                                   | Racetime                                           | Зак                    | мультфильм; озвучка           |
| 2019 | Лига Справедливости против Смертоносной Пятёрки | Justice League vs. the Fatal Five                  | Брейниак 5             | мультфильм; озвучка           |
| 2020 | Капоне. Лицо со шрамом                          | Capone                                             | Альберт «Сонни» Капоне |                               |

### Телевидение
| Год       | Название на русском                              | Оригинальное название             | Роль                     | Примечания                                        |
| --------- | ------------------------------------------------ | --------------------------------- | ------------------------ | ------------------------------------------------- |
| 1999      | История Шелдона Кеннеди                          | The Sheldon Kennedy Story         | Шелдон Кеннеди в детстве | телефильм                                         |
| 2000      | Американские кексы                               | 2gether                           | скейтер                  | телефильм                                         |
| 2000      | Идеальные женихи                                 | Ratz                              | Джеймс                   | телефильм                                         |
| 2000      | —                                                | Tottoko Hamutaro                  | Стэн                     | мультсериал; озвучка                              |
| 2000      | Ровно в полдень                                  | High Noon                         | Билли                    | телефильм                                         |
| 2000      | Вместе                                           | 2gether: The Series               | Гэри Лонг                | эпизод: Waxed                                     |
| 2000      | —                                                | Just Deal                         | коротышка                | эпизод: The Right Question                        |
| 2000—2001 | —                                                | You, Me and the Kids              | Аарон                    | телесериал; 10 серий                              |
| 2000—2003 | Люди Икс: Эволюция                               | X-men: Evolution                  | Тодд Толенски / Жаба     | мультсериал; роль второго плана; озвучка          |
| 2001      | Андромеда                                        | Andromeda                         | Брейон                   | эпизод: Music of a Distant Drum                   |
| 2001      | За гранью возможного                             | The Outer Limits                  | Брэ                      | эпизод: Lion’s Den                                |
| 2001      | —                                                | Sk8                               | Алекс                    | эпизод: The Map                                   |
| 2002      | Город демонов                                    | Glory Days                        | Робби Макнил             | эпизод: The Devil Made Me Do It                   |
| 2002      | Я был подростком Фаустом                         | I Was a Teenage Faust             | Том                      | телефильм                                         |
| 2002      | Смертоносные твари                               | Killer Bees                       | Дилан Харрис             | телефильм                                         |
| 2003      | Скачок во времени                                | A Wrinkle in Time                 | 16-летний айтишник       | телефильм                                         |
| 2003      | Молния: Смертельный разряд                       | Lightning: Bolts of Destruction   | Джереми Лендис           | телефильм                                         |
| 2003      | День благодарения                                | Thanksgiving Family Reunion       | Базз Ходжес              | телефильм                                         |
| 2004      | Два с половиной человека                         | Two and a Half Men                | Фредди                   | эпизод: Camel Filters and Pheromones              |
| 2004      | —                                                | Fillmore!                         | Бри-Дог                  | мультсериал; эпизод: A Dark Score Evened; озвучка |
| 2004      | —                                                | Renegadepress.com                 | Винс                     | эпизод: Too Cool                                  |
| 2004      | Детектив Раш                                     | Cold Case                         | Джерри Кэшер             | эпизод: The Plan                                  |
| 2004      | Доктор Хафф                                      | Huff                              | Сэм Джонсон              | телесериал; 3 эпизода                             |
| 2005—2006 | Бистро «У Годивы»                                | Godiva’s                          | Ти Джей                  | телесериал; основная роль                         |
| 2006      | Медиум                                           | Medium                            | Джесси Эндрюс / Брайан   | эпизод: Sweet Child O’Mine                        |
| 2006      | Переговорщики                                    | Standoff                          | Оуэн Джонсон             | эпизод: Peer Group                                |
| 2007—2008 | Богатые                                          | The Riches                        | Кэл Мэллой               | телесериал; основная роль                         |
| 2008      | Закон и порядок: Преступное намерение            | Law & Order: Criminal Intent      | Майло                    | эпизод: Reunion                                   |
| 2008      | Жизнь как приговор                               | Life                              | Джон Армстронг           | эпизод: Find Your Happy Place                     |
| 2008      | Менталист                                        | The Mentalist                     | Трэвис Теннант           | эпизод: Seeing Red                                |
| 2009      | Кости                                            | Bones                             | Тедди Паркер             | эпизод: The Hero in the Hold                      |
| 2009      | Закон и порядок: Специальный корпус              | Law & Order: Special Victims Unit | Дейл Стаки               | телесериал; 4 эпизода                             |
| 2009      | Пёс по кличке Рождество                          | A Dog Named Christmas             | Тодд Маккрей             | телефильм                                         |
| 2010      | Тихий океан                                      | The Pacific                       | рядовой Хэмм             | мини-сериал; эпизод: Okinawa                      |
| 2010      | Под прикрытием                                   | Dark Blue                         | Пит                      | эпизод: Jane Wayne                                |
| 2010      | Терьеры                                          | Terriers                          | Адам Фишер               | эпизод: Missing Persons                           |
| 2010      | Обмани меня                                      | Lie To Me                         | Брайан                   | эпизод: The Canary’s Song                         |
| 2011      | Мыслить как преступник: Поведение подозреваемого | Criminal Minds: Suspect Behavior  | Джейсон Уилер            | эпизод: One Shot Kill                             |
| 2011—2021 | Бесстыжие                                        | Shameless                         | Микки Милкович           | телесериал; основная роль                         |
| 2012      | Хэтфилды и Маккои                                | Hatfields & McCoys                | Эллисон «Коттон» Маунтс  | мини-сериал; основная роль                        |
| 2012      | Столик в углу                                    | The Booth at the End              | Диллон                   | телесериал; 5 эпизодов                            |
| 2016—2017 | Лига справедливости                              | Justice League Action             | ведьмак Кларион          | мультсериал; 2 эпизода; озвучка                   |
| 2017      | Бойтесь ходячих мертвецов                        | Fear The Walking Dead             | Уилли                    | эпизод: Eye of the Beholder                       |
| 2017      | Долгая дорога домой                              | The Long Road Home                | рядовой Томас Янг        | мини-сериал; роль второго плана                   |
| 2018      | Касл-Рок                                         | Castle Rock                       | Деннис Залевски          | телесериал; роль второго плана                    |
| 2019      | Красная линия                                    | The Red Line                      | Пол Эванс                | телесериал; основная роль                         |
| 2020      | Коннеры                                          | The Conners                       | Эд Коннер-младший        | телесериал; 3 эпизода                             |
| 2020—2021 | Бесстыжие: Зал позора                            | Shameless: Hall of Shame          | Микки Милкович           | телесериал; 2 эпизода                             |